# Museo di arte africana
Il Museo di Arte Africana (in serbo Музеј Афричке Уметности?, Muzej Afričke Umetnosti) è situato a Belgrado, in Serbia.
Unico museo del paese dedicato all'arte ed alla cultura africana, si trova in un'area residenziale di Belgrado, in un edificio costruito appositamente per ospitarlo.
Il museo nasce dalla donazione alla città di Belgrado della collezione formata durante molti anni di viaggi nel continente africano da Veda e Zdravko Pečar ed è stato inaugurato nel 1977.
La collezione permanente è suddivisa in diverse aree secondo il tipo di materiali e la zona geografica di provenienza e raccoglie oggetti delle popolazioni Bamana, Dogon, Kissi, Baga, Soninké, Malinké, Bobo, Dan, Guéré, Gouro, Senufo, Ashanti, Ewe, Baulé, Fon, Yoruba e Bamiléké.
Tra gli oggetti raccolti si trovano numerose maschere ed altre sculture in legno oltre ad altri oggetti di uso quotidiano, religioso e magico in legno, bronzo, ceramica, steatite e tessuto.